# Wielersport op de Europese Spelen 2015
Wielrennen is een van de sporten die beoefend werden tijdens de Europese Spelen 2015 in Bakoe, Azerbeidzjan van 13 tot en met 28 juni.

## Programma
Er werd bij het wielrennen in drie sportdisciplines in acht onderdelen om de medailles gestreden, gelijk verdeeld over mannen en vrouwen. Er werden vier wegwedstrijden gehouden, twee mountainbikewedstrijden en twee BMX-wedstrijden.
| Discipline    | Locatie                                                      | Onderdeel           |
| ------------- | ------------------------------------------------------------ | ------------------- |
| BMX           | Baku BMX Velopark                                            | BMX                 |
| Mountainbiken | Baku Maintain Bike Velopark                                  | Cross country       |
| Wegwielrennen | Centrum van Bakoe, met start en finish op het Freedom Square | Wegwedstrijd        |
| Wegwielrennen | Bakoe, met start en finish op het Freedom Square             | Individuele tijdrit |

| juni 2015   | za 13 | zo 14 | ma 15 | di 16 | wo 17 | do 18 | vr 19 | za 20 | zo 21 | ma 22 | di 23 | wo 24 | do 25 | vr 26 | za 27 | zo 28 | Tot. |
| ----------- | ----- | ----- | ----- | ----- | ----- | ----- | ----- | ----- | ----- | ----- | ----- | ----- | ----- | ----- | ----- | ----- | ---- |
| Wielersport | 2     |       |       |       |       | 2     |       | 1     | 1     |       |       |       |       |       |       | 2     | 8    |

## Deelname
In totaal deden 346 sporters mee in de wielersportonderdelen van de Europese Spelen 2015; 223 in de wegwedstrijd, 75 in het mountainbiken en 48 bij het BMX'en. Alle aantallen waren vastgesteld naar de UCI Nations Ranking op 31 december 2014 en werden bekendgemaakt door de UEC.

## Medailles

### Mannen
| Onderdeel     | Goud | Goud              | Zilver | Zilver          | Brons | Brons             |
| ------------- | ---- | ----------------- | ------ | --------------- | ----- | ----------------- |
| Wegwedstrijd  | ESP  | Luis León Sánchez | UKR    | Andrij Hryvko   | CZE   | Petr Vakoč        |
| Tijdrit       | BLR  | Vasil Kiryjenka   | NED    | Stef Clement    | ESP   | Luis León Sánchez |
| Cross Country | SUI  | Nino Schurter     | SUI    | Lukas Flückiger | SUI   | Fabian Giger      |
| BMX           | FRA  | Joris Daudet      | NED    | Twan van Gendt  | SUI   | David Graf        |

### Vrouwen
| Onderdeel     | Goud | Goud               | Zilver | Zilver               | Brons | Brons                |
| ------------- | ---- | ------------------ | ------ | -------------------- | ----- | -------------------- |
| Wegwedstrijd  | BLR  | Alena Amjaljoesik  | POL    | Katarzyna Niewiadoma | NED   | Anna van der Breggen |
| Tijdrit       | NED  | Ellen van Dijk     | UKR    | Hanna Solovej        | NED   | Annemiek van Vleuten |
| Cross-Country | SUI  | Jolanda Neff       | SUI    | Kathrin Stirnemann   | POL   | Maja Włoszczowska    |
| BMX           | DEN  | Simone Christensen | FRA    | Magalie Pottier      | CZE   | Aneta Hladikova      |

### Medaillespiegel
| Plaats | Land        | Goud | Zilver | Brons | Totaal |
| 1      | Zwitserland | 2    | 2      | 2     | 6      |
| 2      | Wit-Rusland | 2    | 0      | 0     | 2      |
| 3      | Nederland   | 1    | 2      | 2     | 5      |
| 4      | Frankrijk   | 1    | 1      | 0     | 2      |
| 5      | Spanje      | 1    | 0      | 1     | 2      |
| 6      | Denemarken  | 1    | 0      | 0     | 1      |
| 7      | Oekraïne    | 0    | 2      | 0     | 2      |
| 8      | Polen       | 0    | 1      | 1     | 2      |
| 9      | Tsjechië    | 0    | 0      | 2     | 2      |
| Totaal | Totaal      | 8    | 8      | 8     | 24     |